# Rifugio Locanda al Convento
Il rifugio-locanda al Convento è situato a 1.790 m s.l.m. sulla cima del monte Santo di Lussari, nel comune di Tarvisio, nelle Alpi Giulie. Fa parte del piccolo nucleo di edifici attorno al Santuario del Monte Lussari, dominante la val Canale, con vista sulle valli del Gail, sulla Catena Carnica orientale, le Caravanche e sui gruppi montuosi delle Cime Cacciatori e della Catena Jôf Fuârt-Montasio.

## Storia
Il rifugio fu edificato per dare ricovero ai numerosi pellegrini che dalla vicina Slovenia, dalla Carinzia e dall'Italia affluivano al monte Santo di Lussari.

## Caratteristiche ed informazioni
Il rifugio è di proprietà della parrocchia di Sant'Egidio di Camporosso, frazione di Tarvisio. Si tratta di un grande edificio in muratura, su due piani più sottotetto, con terrazza panoramica e caratteristico tetto in scandole di legno. È dotato di 25 posti letto suddivisi in 8 camerette dotate di servizi igienici e di riscaldamento.

## Accessi
- Da Camporosso con la telecabina del monte Lussari si sale al rifugio in 11 minuti.
- Da Valbruna per sentiero in ore 2.30, E.
- Dall'imbocco della Val Saisera, 870 m, per strada forestale in ore 3.
- Da Camporosso per l'itinerario della Via Crucis in ore 2.
- Da Tarvisio per strada forestale e sentiero (percorso dell'Alta Via Alpi Tarvisiane) in ore 3.

## Altro
Molte sono le proposte per il turista che sale al rifugio. Può visitare il famoso santuario della Madonna del Lussari, o assistere alle attività malghive (con vendita diretta dei prodotti). Inoltre dal rifugio partono le ben note piste da sci del monte Lussari, sede in più occasioni di gare di Coppa del Mondo di sci alpino (l'ultima nel marzo 2011). Rilevante è poi la fauna selvatica della zona: orso, lince, capriolo, camoscio.